# Govor o stanju nacije
Govor o stanju nacije (engl. State of the Union Address) ili Govor o stanju Unije je godišnje obraćanje predsednika SAD-a Kongresu na zajedničkoj sednici oba doma (Senata i Doma predstavnika), a koje se redovno događa u januaru. Govor ili izveštaj je kategorija koju propisuje Ustav SAD-a obvezujući predsednika da "s vremena na vreme izvesti Kongres o stanju Unije" (čl. II., st. 3). Predsednik nije dužan održati govor već izveštaj može samo proslediti Kongresu. No obraćanje predsednika postao je običaj i prvorazredni politički događaj u SAD-u koji se redovno koristi u svrhu osvrta na trenutnu političku situaciju, ali i kao najava budućih poteza Vlade.

## Spoljašnje veze
- The American Presidency Project: Arhiv i analiza govora o stanju nacije